# Teichfledermausgewässer in der Gemeinde Schwanewede
Das Teichfledermausgewässer in der Gemeinde Schwanewede ist ein Naturschutzgebiet in der niedersächsischen Gemeinde Schwanewede im Landkreis Osterholz.
Das Naturschutzgebiet mit dem Kennzeichen NSG LÜ 361 ist circa 52 Hektar groß. Es war ursprünglich 124 Hektar groß. Teile im Westen des Naturschutzgebietes gingen zum 22. Juli 2023 im neu ausgewiesenen Naturschutzgebiet „Unterwesermarsch“ auf. Das Naturschutzgebiet ist größtenteils Bestandteil des FFH-Gebietes „Teichfledermaus-Gewässer im Raum Bremerhaven/Bremen“, das in der Gemeinde Schwanewede etwa 101 Hektar umfasst, bzw. des FFH-Gebietes „Nebenarme der Weser mit Strohauser Plate und Juliusplate“ und liegt teilweise innerhalb des EU-Vogelschutzgebietes „Unterweser“. Die nicht zum Natura-2000-Netzwerk gehörenden Flächen im Naturschutzgebiet sind zu einem großen Teil gesetzlich geschützte Biotope bzw. Kompensationsflächen. Östlich von Meyenburg ist das Naturschutzgebiet vom Landschaftsschutzgebiet „Schmidt’s Kiefern und Heidhof“ umgeben, das es im Geltungsbereich der Naturschutzverordnung ersetzt. In Aschwarden und Rade grenzte es im Bereich des Aschwardener Flutgrabens und des Hinnebecker Flehts nach Westen an das Naturschutzgebiet „Unterwesermarsch“. Das Gebiet steht seit dem 26. September 2020 unter Naturschutz. Zuständige untere Naturschutzbehörde ist der Landkreis Osterholz.

## Beschreibung
Das Naturschutzgebiet liegt im Norden und Westen der Gemeinde Schwanewede. Es umfasst mehrere Fließgewässer und teilweise daran angrenzende Flächen sowie überwiegend durch Kleiabbau entstandene Stillgewässer. Das aus mehreren Teilflächen bestehende Naturschutzgebiet erstreckt sich entlang des Garlstedter Abzugsgrabens beginnend etwas westlich des Truppenübungsplatzes Garlstedt bis zum Meyenburger Mühlengraben, den Meyenburger Mühlengraben ab dem Zusammenfluss mit dem Garlstedter Abzugsgraben, den Aschwardener Flutgraben im Gebiet der Gemeinde Schwanewede, den untersten Abschnitt des Krusenhelmer Fleths, das Verbindungsfleth und das Raderfleet, das Hinnebecker Fleth ab dem Zusammenfluss mit Raderfleet und Piepenfleet bis zur Mündung in die Weser und einen Abschnitt der Alten Weser auf dem Rader Sand sowie mehrere Stillgewässer beidseitig des Weserdeichs westlich und nordwestlich von Neuenkirchen und kleine, binnendeichs liegende Bereiche auf Harriersand, die rund 1,8 Hektar umfassen.
Die langsam fließenden Gräben und Flethe liegen in einer offenen Marschenlandschaft. An ihren Ufern siedeln Hochstaudenfluren, Röhrichte und Ruderalfluren. Streckenweise werden die Fließgewässer auch von lückigen Gehölzbeständen begleitet. Bei Meyenburg und Aschwarden sind Auwaldstrukturen ausgebildet. Bei Meyenburg sind Bruchwaldbereiche, die überwiegend als Erlenbruchwälder ausgebildet sind, Feuchtgrünland, Sümpfe und Teiche in das Naturschutzgebiet einbezogen. Die durch Kleiabbau entstandenen Stillgewässer sind überwiegend naturnah ausgeprägt. Sie sind vielfach von Schilfröhrichten, Weidengebüschen oder kleinen Gehölzgruppen umgeben.
Das Naturschutzgebiet dient dem Schutz der Teichfledermaus, die die Gewässer als Jagdrevier nutzt. Die Gewässer haben auch eine Bedeutung für den Fischotter und verschiedene Fischarten sowie insbesondere die Stillgewässer auch für zahlreiche Vogelarten. So sind das Naturschutzgebiet und angrenzende Bereiche Lebensraum für Rohrweihe, Weißstorch, Wachtelkönig, Rotschenkel, Uferschnepfe, Weißsterniges Blaukehlchen, Braunkehlchen, Rohrschwirl, Schilfrohrsänger und Schafstelze. Weiterhin hat es eine Bedeutung für verschiedene Gastvogelarten, darunter Singschwan, Zwergschwan, Weißwangengans, Blässgans, Löffelente, Pfeifente, Säbelschnäbler, Kiebitz, Mantelmöwe und Lachmöwe.